# Vrnik
Vrnik egy szigetecske Horvátországban, Dél-Dalmáciában, Korčula szigetének keleti öble mentén.

## Leírása
A sziget a Korčula szigetén fekvő Lumbarda előtt fekszik, a parttól való távolsága mindössze 100 méter. A sziget északnyugat-délkeleti irányban húzódik, hosszúsága 900 méter, legnagyobb szélessége 450 méter, területe 0,3 km². Partvonalának hosszúsága 2,3 km.
Vrniken található Korčula egyik legrégebbi kőbányája, melyet már az ókori római idők óta használnak. A szigeten bányászott minőségi márványból épült a részben az isztambuli Hagia Szophia és a washingtoni Fehér Ház épülete is.
A szigeten található az azonos nevű falucska, ahol egy 1856-ból származó templom áll. A kőbánya közelében egy 1674-ből származó templom található.

## Fordítás
Ez a szócikk részben vagy egészben  a   Vrnik című horvát Wikipédia-szócikk ezen változatának fordításán alapul.  Az eredeti cikk szerkesztőit annak laptörténete sorolja fel. Ez a jelzés csupán a megfogalmazás eredetét és a szerzői jogokat jelzi, nem szolgál a cikkben szereplő információk forrásmegjelöléseként.